# Айнзидельнское аббатство
Айнзидельнское аббатство (нем. Kloster Einsiedeln) — мужской бенедиктинский монастырь, крупнейший центр паломничества на территории Швейцарии. Окормлением мирян занимается территориальное аббатство Айнзидельна. В юрисдикции аббата находится также аббатство Фар — женский бенедиктинский монастырь близ Цюриха, основанный в первой трети XII века.
У истоков аббатства стоял св. Мейнрад — немецкий монах (согласно легенде, из рода Гогенцоллернов), в поисках уединения приехавший на новое место из аббатства Райхенау. С собой Мейнрад привёз чудотворную статую мадонны, которая стала привлекать паломников ещё при жизни отшельника. В X веке вокруг святыни один из преемников Мейнарда, Эберхард из Страсбурга, учредил монастырь. 
Чудотворная мадонна сгорела при пожаре 1465 г. и в 1466 г. её заменили другой статуей (сохранилась доныне) — дар цюрихской настоятельницы Гильдегарды. С XVII в. эта статуя стала известна как «Мария Айнзидельнская», или «чёрная мадонна». Чёрную мадонну установили внутри тёмной «покаянной часовни» (нем. Gnadenkapelle) непосредственно в храме.
Предание гласит, что соборная церковь Айнзидельна была «мистически освящена» в 938 году самим Христом и четырьмя евангелистами. С 1274 до Французской революции имперское аббатство управлялось как суверенное княжество в составе Священной Римской империи. Монастырские постройки Средних веков не сохранились (горели в 1029, 1465, 1509, 1577 гг.). Существующий ныне барочный архитектурный ансамбль был возведён в период между 1674 и 1735 гг. (архитекторы Каспар и Иоганн Моосбруггеры); интерьер храма щедро украшен в стиле рококо. Когда французы вошли в 1798 г. в Айнзидельн, они разрушили часовню, но реликвию монахам удалось спасти. 17 сентября того же года монастырь был объявлен государственной собственностью. По так называемому Акту посредничества в 1803 г. монастырь был возвращён церкви, и монахи вернулись в обитель. 
Вокруг Айнзидельнского аббатства со временем возник город Айнзидельн, который в XVII веке стал крупнейшим паломническим центром немецкоязычного мира. Ныне Айнзидельн ежегодно посещают от 150 до 200 тысяч паломников. Уроженцем монастырских земель был Парацельс. Знаменитый распутник Казанова приезжал в Айнзидельн помолиться об изменении своей беспутной жизни. Один из паломников, Наполеон III, в 1865 году преподнёс мадонне драгоценный венец из золота. О паломничествах в Айнзидельн не раз упоминается на страницах классического немецкого романа «Симплициссимус».
При аббатстве имеются монастырская школа (Stiftsschule, одна из старейших в Швейцарии), школа григорианского пения (Choralschule) и библиотека, которая насчитывает (среди прочего) 1230 старинных рукописей, 1040 инкунабул и палеотипов. Среди наиболее ценных рукописей — певческие книги (с нотированными церковными песнопениями) X в., а также рукопись того же века, содержащая 94-строчное стихотворение о шахматах — первое упоминание шахмат в европейской литературе.